# Gamze Sakızlıgil
Gamze Sakızlıgil (ur. 19 lutego 1974) – turecka judoczka.
Uczestniczka mistrzostw świata w 1991, 1995 i 1997. Startowała w Pucharze Świata w latach 1995-1999. Brązowa medalistka igrzysk śródziemnomorskich w 1997. Trzecia na ME juniorów w 1990 i 1992 roku.